# 京都府公安委員会
京都府公安委員会（きょうとふこうあんいいんかい）は、京都府警察を管理するため京都府知事所轄の下に設置される公安委員会である。京都市長の推薦する2人を含めた5人の委員で組織される。所在地は京都市上京区下立売通釜座東入藪ノ内町85の3・85の4合地である。

## 委員
- 委員長
  - 平林幸子 - 京都中央信用金庫相談役
- 委員
  - 長谷幹雄  - 長谷ビルディンググループ代表取締役会長
  - 森洋一 - 医師、京都府医師会顧問
  - 森田雅之 - 弁護士
  - 増田壽幸 - 京都信用金庫会長

## 歴代委員長
- 山本浩三
- 石田隆一
- 西村恭子
- 横田耕三
- 姫野敬輔
- 吉田忠嗣
- 瀧静子
- 石川良一 - 弁護士、京都弁護士会元会長
- 平林幸子
- 森洋一

## 下部組織
- 京都府警察